# Mineola (Nova York)
Mineola és una població dels Estats Units a l'estat de Nova York. Segons el cens del 2000 tenia 19.234 habitants. Hi ha la seu de Dover Publications.

## Demografia
Segons el cens del 2000, Mineola tenia 19.234 habitants, 7.473 habitatges, i 4.954 famílies. La densitat de població era de 3.992,6 habitants/km².
Dels 7.473 habitatges en un 27% hi vivien nens de menys de 18 anys, en un 53,2% hi vivien parelles casades, en un 9,3% dones solteres, i en un 33,7% no eren unitats familiars. En el 29,1% dels habitatges hi vivien persones soles l'11,8% de les quals corresponia a persones de 65 anys o més que vivien soles. El nombre mitjà de persones vivint en cada habitatge era de 2,57 i el nombre mitjà de persones que vivien en cada família era de 3,2.
Per edats la població es repartia de la següent manera: un 20,2% tenia menys de 18 anys, un 7,4% entre 18 i 24, un 34,1% entre 25 i 44, un 22,6% de 45 a 60 i un 15,7% 65 anys o més.
L'edat mediana era de 38 anys. Per cada 100 dones de 18 o més anys hi havia 89,6 homes.
La renda mediana per habitatge era de 60.706 $ i la renda mediana per família de 71.042 $. Els homes tenien una renda mediana de 47.182 $ mentre que les dones 37.057 $. La renda per capita de la població era de 28.890 $. Entorn del 2,6% de les famílies i el 4,2% de la població estaven per davall del llindar de pobresa.

## Fills il·lustres
- Frank Wilczek (1951 -) físic, Premi Nobel de Física de l'any 2004.